# Lactarius lactarius
Lactarius är även det vetenskapliga namnet för svampsläktet riskor.
Lactarius lactarius är en fiskart som först beskrevs av Bloch och Schneider 1801.  Lactarius lactarius är ensam i släktet Lactarius och i familjen Lactariidae. Inga underarter finns listade i Catalogue of Life.
Arten förekommer i Indiska oceanen och västra Stilla havet från östra Afrika till den australiska regionen och till Japan. Den blir vanligen upp till 30 cm lång och maximallängden är 40 cm. Den lever nära kusten till ett djup av 100 meter. Lactarius lactarius fiskas och säljs på marknader. Det vetenskapliga namnet är bildat av latin och betyder mjölkliknande.